# Charles Esche
Charles Esche, född 1962 i Storbritannien, är en brittisk kurator och museichef.
Charles Esche är född i England av tyska föräldrar. Åren 1993–1997 var han ansvarig för konstcentret Tramway i Glasgow och medgrundare till konstdiskussionsforum Proto academy, knutet till Edinburgh College of Art i Edinburgh, med vilken han arbetade 1997–2001. Charles Esche var chef för konsthallen Rooseum i Malmö 2001–2004. År 2004 blev han chef för Van Abbemuseum i Eindhoven i Nederländerna. År 2012 grundade han sammanslutningen L'Internationale mellan sex europeiska konstmuseer, vilken syftar till att etablera en europeisk konstinstitution för debatt om modern konst och samtida konst.
Han undervisar om kuratorsarbete och samtida konst på University of the Arts London. Han är också medgrundare till den brittiska konsttidskriften Afterall tillsammans med den kanadensiske konstnären Mark Lewis (född 1958). 
Charles Esche har under många år medverkat som kurator i internationella konstbiennaler och där, som museidirektör på Van Ebbemuseeum och i andra sammanhang diskuterat socialt engagerad offentlig konst. På denna grund har han av tidskriften Art Review under flera år under 2000- och 2010-talen inräknats som en av de 100 mest inflytelserika personerna inom den internationella konstvärlden.